# Notoperata diversa
Notoperata diversa là một loài Trichoptera trong họ Leptoceridae. Chúng phân bố ở miền Australasia.